# Върбешница
Върбѐшница е село в Северозападна България, община Мездра, област Враца.

## География
Село Върбешница се намира на около 10 km източно от областния център Враца и около 7 km север-северозападно от общинския център Мездра. Разположено е в Мездренската хълмиста област, около 3 – 4 km южно от билото на рида Веслец. Приблизително на половината от това отстояние има поредица каменни кариери. Надморската височина при храма „Свети архангел Михаил“ е около 355 m.
Общински пътища свързват Върбешница: на югоизток със село Горна Кремена и там с третокласния републикански път III-103; на юг през село Боденец с Мездра; на запад през разклони със селата Крапец и Костелево и с първокласния републикански път I-1 (част от Европейски път Е79), а чрез него – с Враца.
Землището на село Върбешница граничи със землищата на: село Веслец на северозапад; село Горно Пещене на североизток; село Горна Кремена на изток; село Долна Кремена на югоизток; село Боденец на юг; село Крапец на югозапад и запад; село Костелево на запад.
На около 2 km южно от селото, на местната река Върбешка бара – ляв приток на река Искър, се намира язовир „Върбешница“.
Населението на село Върбешница, наброявало 1685 души при преброяването към 1934 г., намалява постепенно до 713 към 1985 г. и 368 (по текущата демографска статистика за населението) към 2020 г.
При преброяването на населението към 1 февруари 2011 г., от обща численост 395 лица, за 336 лица е посочена принадлежност към „българска“ етническа група, за 3 – не се самоопределят и за 56 не е даден отговор.

## История
Върбешница е старо селище, образувано преди края на XIV в. Селото е заварено от османските завоеватели с днешното си име и се среща в османски документи още от 1430 г. като ленно владение.
Името на селото е старинно и произхожда от думата „върбешник“ – място с много върби, и наставката „-ица“.
В първите векове на робството част от жителите на село Върбешница са били войнугани. Това се вижда от османски регистри за войнуци от 1548 г., от втората половина на XVI в. и от 1715 г. През 1865 г. югоизточно от Върбешница е образувано селище от черкезки колонисти, които се изселват завинаги през есента на 1877 г., малко преди Освобождението.
През 1856 г. в с. Върбешница вече е имало килийно училище.
През последните десетилетия на XIX в. по новостроящата се железопътна линия Роман – София са работили като каменоделци и тунелджии много италиански младежи. Те открили и разработили прочутите днес в цял свят каменни кариери до село Върбешница, от които се добива „Върбѐшки камък“.

## Население
Преброяване на населението през 2011 г.
Численост и дял на етническите групи според преброяването на населението през 2011 г.:
|                     | Численост | Дял (в %) |
| Общо                | 395       | 100,00    |
| Българи             | 336       | 85,06     |
| Турци               | 0         | 0,00      |
| Цигани              | 0         | 0,00      |
| Други               | 0         | 0,00      |
| Не се самоопределят | 3         | 0,75      |
| Неотговорили        | 56        | 14,17     |

## Каменоделство

### Начало на каменоделството
За строежа на тунели, мостове и подпорни стени, необходими при прокарването на железопътната линия през Искърския пролом, българското правителство сключва договор с италиански майстори каменоделци. След завършване на работата четирима от тях остават в град Мездра. През 1893 г. те били наети от Тодор Балабанов за строеж на спиртна фабрика.
Италианците Франческо Красини – Барбата и Поли Луиджи – Трапано (от с. Сант' Амброджино край Верона), Антонио Чедулини (от с. Клаудзето) и Франческо Санкета (от с. Виченца в Алпите) разработили първата каменна кариера в местността Дедов дол край с. Върбешница. Няколко години след тях в селото се заселват и двама българи каменоделци – бежанци от Корчанско (днес в Албания) – Спиро Лазаров Спиров и Лазар Спиров. В следващите години много върбешчани започват да се занимават с каменоделство и през 1910 г. в селото вече има записани 72-ма души практикуващи този занаят.

### Видни каменоделци
Сред първите по-известни майстори са:
- Вуто Николчов (починал през 1927 г.) – изработил паметници на загиналите във войните в селата Горно Пещене, Девене, Ослен Криводол, Лесура и Галатин.
- Георги Антонов Чедолини – предприемач, работил по сградите на БНБ и МВР в София, гарата в Шумен, училища и др.
- Мито Антонов Чедолини – работи с брат си Георги, председател на каменоделското сдружение.
- Петър Донов Петров – предприемач, разработил находище на кариера от бял камък/варовик/ в собствен терен и гора, действаща и над селото. Негово дело са подпрозоръчни камъни в къщите и чешмените корита в цялата околност, изработени склулптури и капители на Софийския университет „Климент Охридски“, както и масивните камъни, с които беше построен Мавзолея в София през 1944 г.

За най-добър е признат башмайсторът Найден Тодоров (1895 – 1993). Започнал е работа на 13 години при италианските майстори. Благодарение на таланта си. за няколко години станал майстор със собствена кариера. Изработва декоративни фигури за митрополията в гр. Враца, каменния лъв за паметника на Загиналите във войните пред гарата във Враца, прави модел за капителите на читалище „Развитие“ във Враца, фигура на каменно куче в Борисовата градина в София. Изработва каменен щанд в селото и много други.

## Върбешката музика
Дълги години гордост на село Върбешница е бил духовият оркестър, наричан „музиката“. Оркестърът е създаден към 1922 година и първоначално е била в състав: Васил Минчов – кларинет, Аврам Ненчов – флигорна, Стоян Гоцов – флигорна, Гоцо Христов Илиевски – басфлигорна, Доно Христов – бас флигорна и Вуто Иванов Лъжовски – тъпан. Вуто Лъжовски е имал разкъсана горна устна от раняване на фронта и групата също е наричана „щърбановата“. По-късно към състава се присъединяват Иван Илиев Коновски – кларинет и братята Гено и Мито Илиеви Коновски – басфлигорни.
Прелом в работата на върбешката музика настъпва, когато през 1932 година пристига Митко Мицев – завършил Педагогическото училище в Берковица, изучавал солфеж, цигулка и флейта. Той е назначен за учител в с. Върбешница. През 1938 година ръководството на читалището сключва договор за образуваща се местна духова музика с ръководител Митко Мицев. Съгласно него читалището се задължава да осигури една стая за репетиции и съхраняване на инструменти. Години наред музиката свири след всяко представление на читалищната театрална трупа. Славата на върбешката музика се носи из цялата околия. Когато хора от други села питат – какво става във Върбешница, им отговарят, че музиката свири и народът се весели.

## Културни и природни забележителности
В близост до селото има каменни кариери и язовир.

## Редовни събития
Празник на селото е Св. архангел Михаил. Празнува се на 22 ноември (по стар стил).
Всяка година в края на август се празнува деня на каменоделеца.
В последните няколко години селото взима участие в станалия традиционен турнир по футбол на малки вратички в гр. Мездра

## Личности
Родени във Върбешница
- Петър Петров (1924 - 2024), български историк, професор